# Instytut Bezpieczeństwa i Socjologii Uniwersytetu Pomorskiego w Słupsku
Instytut Bezpieczeństwa i Socjologii Uniwersytetu Pomorskiego w Słupsku (IBiS UP w Słupsku) – jedna z 11 jednostek dydaktycznych Uniwersytetu Pomorskiego w Słupsku. Pierwotnie pod nazwą Instytut Bezpieczeństwa Narodowego należąca do struktur Wydziału Filologiczno-Historycznego (w latach 2008-2017) oraz Wydziału Nauk o Zarządzaniu i Bezpieczeństwie Akademii Pomorskiej w Słupsku (w latach 2017–2019). W latach 2019–2023 nosił nazwę Instytut Bezpieczeństwa i Zarządzania.

## Kierunki kształcenia

### Studia I stopnia
Dostępne kierunki:
- Bezpieczeństwo wewnętrzne
- Ochrona cyberprzestrzeni
- Cyberzagrożenia
- Cybermedia
- Obrona narodowa
- Zarządzanie kryzysowe
- Bezpieczeństwo i porządek publiczny
- Zabezpieczenie logistyczne portów lotniczych
- Zarządzanie bezpieczeństwem i jakością w portach lotniczych
- Inżynieria cybermediów
- Cyberbezpieczeństwo z elementami kryptografii i kryptologii
- Kryminologia i socjologia penitencjarna
- Prewencja kryminalna z socjopsychologią
- Socjologia społeczności lokalnych i samorządu terytorialnego

### Studia II stopnia
Dostępne kierunki:
- Bezpieczeństwo informacyjne
- Bezpieczeństwo międzynarodowe
- Kryminologia z kryminalistyką
- Obrona narodowa
- Zarządzanie bezpieczeństwem i higieną pracy
- Zarządzanie bezpieczeństwem w organizacjach
- Bezpieczeństwo militarne
- Bezpieczeństwo publiczne
- Europeistyka
- Studia nad konfliktami międzynarodowymi

### Studia podyplomowe
Dostępne kierunki:
- Animacje i modelowanie druku 3D
- Diagnostyka i terapia patologii społecznych w cyberprzestrzeni
- Bezpieczeństwo informacji w administracji i biznesie
- Zarządzanie bezpieczeństwem – Edukacja dla bezpieczeństwa z kwalifikowanym kursem pierwszej pomocy
- Zarządzanie bezpieczeństwem – Zarządzanie kryzysowe
- Zarządzanie bezpieczeństwem – obronność państwa
- e-Urzędnik

## Poczet dyrektorów
Katedra Bezpieczeństwa Narodowego
1. prof. dr hab. Andrzej Pepłoński (2008–2012)
2. p.o. dr Stanisław Kozdrowski (2012–2013)

Instytut Bezpieczeństwa Narodowego
1. p.o. dr Stanisław Kozdrowski (2013)
2. p.o. dr hab. Andrzej Urbanek (2013–2016)
3. dr hab. Janusz Gierszewski (2016–2019)

Instytut Bezpieczeństwa i Zarządzania
1. dr hab. Lech Chojnowski (2019–2021)
2. dr hab. Janusz Gierszewski (2021–2023)

Instytut Bezpieczeństwa i Socjologii
1. prof. dr hab. Janusz Gierszewski (od 2023)

## Władze Instytutu
W kadencji 2024–2028:
| Stanowisko                                     | Imię i nazwisko                  |
| ---------------------------------------------- | -------------------------------- |
| Dyrektor                                       | prof. dr hab. Janusz Gierszewski |
| Zastępca Dyrektora ds. Kształcenia i Studentów | dr Agnieszka Sałek-Imińska       |
| Zastępca Dyrektora ds. Nauki                   | dr Izabela Szkurłat              |

## Struktura organizacyjna

### Katedra Bezpieczeństwa Narodowego
Kierownik: dr inż. Krzysztof Rogowski
- Zakład Teorii Bezpieczeństwa
- Zakład Obrony Narodowej
- Zakład Bezpieczeństwa Wewnętrznego
- Zakład Bezpieczeństwa Cyberprzestrzeni
- Zakład Bezpieczeństwa i Zarządzania Grupami Dyspozycyjnymi
- Zakład Ochrony Ludności

### Katedra Socjologii
Kierownik: prof. dr hab. Iryna Surina
- Zakład Socjologii Ogólnej i Metodologii Badań Społecznych
- Zakład Socjologii Kultury